# Kansas City Kings 1981-1982
La stagione 1981-82 dei Kansas City Kings fu la 33ª nella NBA per la franchigia.
I Kansas City Kings arrivarono quarti nella Midwest Division della Western Conference con un record di 30-52, non qualificandosi per i play-off.

## Roster
| N° | Naz.                   | Ruolo | Sportivo        | Anno | Alt. | Peso |
| -- | ---------------------- | ----- | --------------- | ---- | ---- | ---- |
| 1  | Stati Uniti (bandiera) | G     | Phil Ford       | 1956 | 188  | 79   |
| 8  | Stati Uniti (bandiera) | GA    | Eddie Johnson   | 1959 | 201  | 98   |
| 9  | Stati Uniti (bandiera) | A     | Kenny Dennard   | 1960 | 206  | 100  |
| 11 | Stati Uniti (bandiera) | A     | Cliff Robinson  | 1960 | 206  | 100  |
| 13 | Stati Uniti (bandiera) | AC    | Leon Douglas    | 1954 | 208  | 104  |
| 20 | Stati Uniti (bandiera) | GA    | Ernie Grunfeld  | 1955 | 198  | 95   |
| 22 | Stati Uniti (bandiera) | G     | Larry Drew      | 1958 | 185  | 77   |
| 24 | Stati Uniti (bandiera) | AC    | John Lambert    | 1953 | 208  | 102  |
| 30 | Stati Uniti (bandiera) | GA    | Kevin Loder     | 1959 | 198  | 93   |
| 32 | Stati Uniti (bandiera) | AC    | Reggie Johnson  | 1957 | 206  | 93   |
| 33 | Stati Uniti (bandiera) | AC    | Steve Johnson   | 1957 | 208  | 107  |
| 42 | Stati Uniti (bandiera) | GA    | Mike Woodson    | 1958 | 196  | 88   |
| 43 | Stati Uniti (bandiera) | GA    | Hawkeye Whitney | 1957 | 196  | 107  |
| 44 | Stati Uniti (bandiera) | C     | Sam Lacey       | 1948 | 208  | 107  |
| 50 | Stati Uniti (bandiera) | AC    | Joe Meriweather | 1953 | 208  | 98   |
| 51 | Stati Uniti (bandiera) | A     | Reggie King     | 1957 | 198  | 102  |

## Staff tecnico
- Allenatore: Cotton Fitzsimmons
- Vice-allenatori: Frank Hamblen, Gary Fitzsimmons
- Preparatore atletico: Bill Jones